# Ingeborg Geißler
Ingeborg Geißler (* 10. März 1941 in Dresden; † 23. April 2020 ebenda) war eine deutsche Gebrauchsgrafikerin und Kunsthandwerkerin. Das von ihr gestaltete Symbol der christlichen Friedensbewegung „Schwerter zu Pflugscharen“ wurde zum Erkennungszeichen der christlichen DDR-Opposition.

## Leben
Ingeborg Geißler wuchs in ihrer Geburtsstadt Dresden auf. Nach dem Abitur machte sie eine Ausbildung zur Positivretuscheurin. Im Anschluss studierte sie 1962 bis 1965 Gebrauchsgrafik an der Fachschule für angewandte Kunst Heiligendamm. Zurück in Dresden, fand sie Anstellung bei einer Werbeagentur und arbeitete auch als freischaffende Grafikdesignerin.
Seit November 1975 war sie Mitglied im Verband Bildender Künstler in der Sektion Gebrauchsgrafik, von 1989 bis 1998 im Bund Deutscher Grafikdesigner und ab 1996 im Sächsischen Künstlerbund e.V.
Im Jahr 2020 verstarb Ingeborg Geißler in Dresden. Ihr umfangreicher persönlicher und künstlerischer Nachlass wurde von den Staatlichen Kunstsammlungen Dresden (Museum für Sächsische Volkskunst und Kunstgewerbemuseum) und dem Frauen*stadtarchiv Dresden übernommen.

## Werk und Wirken

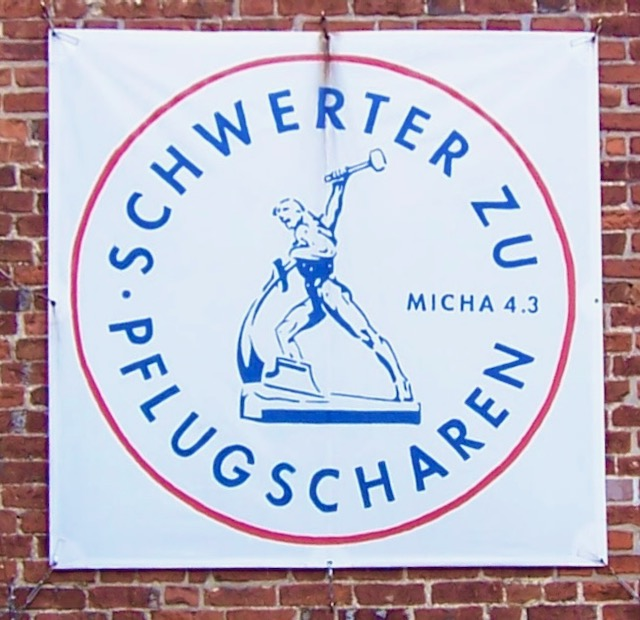
Das Symbol „Schwerter zu Pflugscharen“ als Banner am Dom St. Nicolai in Greifswald, 2008

Zum vielfältigen Werk der Gebrauchsgrafikerin gehören Signets, Wappen, Briefpapier, Lehrtafeln und -karten, Kinderspiele, Kalender, Verpackungen, Prospekte, Plakate und Postkarten. Des Weiteren entwarf und fertigte sie saisonale Dekorationen wie Weihnachtsornamente und filigran gestaltete Ostereier. Diese mit Faden umwickelten Ostereier erfreuten sich in Dresden bei Ausstellungen im Stadtmuseum oder der Ausstellungsreihe Ostern im Jägerhof des Museums für Sächsische Volkskunst der SKD großer Beliebtheit.
Wichtige Beiträge leistete Ingeborg Geißler für die christliche Friedensbewegung der DDR. Sie gestaltete zahlreiche pazifistische Plakate und Postkarten. Außerdem schuf sie 1980 mit dem Symbol der Friedensbewegung „Schwerter zu Pflugscharen“ ein bis heute bekanntes Identifikationszeichen für deren Mitstreiter. Das Markenzeichen als Aufnäher erschien zunächst auf einem textilen Lesezeichen, das als Einladung zum Gottesdienst der evangelischen Jugendgruppe verwendet wurde. Gedruckt als „Textilveredelung“ entging es der Zensur, da die staatliche Druckgenehmigung entfiel.
Die Idee, die Bronzeplastik Schwerter zu Pflugscharen des Bildhauers Jewgeni Wutschetitsch zu verwenden, stammte vom damaligen Landesjugendpfarrer Sachsens, Harald Bretschneider. Da sich das staatskritische Friedenssymbol bei Jugendlichen großer Beliebtheit erfreute und an Jacken und Parkern als Aufnäher am Oberarm getragen wurde, schritt die Staatsmacht der DDR ab Dezember 1981 entschieden dagegen ein. Das Symbol wurde verboten und viele Jugendliche wurden durch die Polizei oder in Bahnhöfen durch die Transportpolizei zugeführt und erst wieder entlassen, wenn sie das Symbol abgetrennt oder herausgeschnitten hatten. Seitens der Polizei wurde dabei fälschlich behauptet, es handele sich angeblich um illegal aus dem Westen eingeführte Aufnäher.

## Filmdokumentation
- Das Kreuz mit dem Frieden – Die Christen und der Krieg. Ein Film von Ingo Helm, ZDF, 2018, ab 34:05 mit Harald Bretschneider über die staatskritische Friedensbewegung in der DDR.